# فلسفه قرن هفدهم
فلسفه در قرن هفدهم در جهان غرب به صورت کلی به عنوان آغاز فلسفه مدرن محسوب می‌شود؛ و همچنین به عنوان جدا شدن از روش‌های قرون وسطی، به خصوص اسکولاستیسم.
فلسفه اوایل قرن ۱۷ اغلب به عنوان عصر خرد یا عصر عقل‌گرایی خوانده می‌شود. این فلسفه به عنوان کامیابی فلسفه عصر رنسانس و مقدم بر فلسفه عصر روشنگری محسوب می‌شود.